# John Olsen (artiste)
Pour les articles homonymes, voir Olsen et John Olsen.
John Olsen, né le 21 janvier 1928 à Newcastle (Nouvelle-Galles du Sud) et mort le 11 avril 2023 à Bowral (Nouvelle-Galles du Sud), est un peintre australien.

## Biographie
John Olsen naît le 21 janvier 1928 à Newcastle. Il étudie à la Julian Ashton School de Sydney (1950-1953), auprès de John Passmore et brièvement auprès de Desiderius Orban. En 1957, il étudie la gravure à Paris avec Stanley William Hayter, puis en Espagne pendant deux ans.
Dans les années 1950, il occupe une place importante dans le débat entre les abstractionnistes de Sydney et les défenseurs de la figuration à Melbourne.
De retour en Australie en 1960, ses expériences espagnoles ont une forte influence sur son travail, comme  Grenade (1959, Melbourne, galerie Joseph Brown). John Olsen est un peintre non figuratif mieux connu pour ses paysages australiens, tels que Journey into You Beaut Country (1961, Melbourne, N.G. Victoria) et Man Absorbed in Landscape (1966, Melbourne, galerie Joseph Brown), dont certains ont été inspirés par des visites au lac Eyre (1974-1976). Le travail d'Olsen est influencé par la poésie, la littérature, l'art chinois, la philosophie asiatique et, plus tard, l'exploration spatiale et le surréalisme. Outre la peinture, il pratique le dessin, la poterie, la gravure, la tapisserie et la création littéraire.